# Ustrój polityczny Chile
Ustrój polityczny Chile – Chile jest demokratyczną republiką unitarną o ustroju prezydenckim. Zasady ustroju państwa określa Konstytucja Chile uchwalona 11 września 1980 roku (weszła w życie  w roku następnym). Prezydent jest wybierany na cztery lata (do 2005 roku na sześć lat) w wyborach powszechnych przez obywateli, którzy ukończyli 18 rok życia. Władza ustawodawcza spoczywa w rękach Kongresu Narodowego złożonego z Senatu  (38 senatorów) i Izby Deputowanych (120 deputowanych). Członkowie parlamentu muszą się legitymować co najmniej średnim wykształceniem.

## Geneza
Po puczu w Chile z 1973 roku pojawiła się potrzeba spisania nowej konstytucji (wcześniejsza z 1925 roku została zawieszona zaraz po zamachu). Wojskowa junta pod przywództwem Augusto Pinocheta potrzebowała legitymizacji swej władzy w drodze demokratycznej - ku czemu idealną okazję stwarzało referendum konstytucyjne. Jednocześnie uchwalenie demokratycznej konstytucji zaprzeczało oskarżeniom o autorytarny, a nawet faszystowski charakter reżimu i rozwiązywało problem sukcesji po śmierci bądź rezygnacji Pinocheta. Ustrój Chile przewidziany w nowej konstytucji nie różnił się wiele od tego sprzed przewrotu, wprowadzono jednak kilka nowatorskich rozwiązań takich jak binominacyjny system wyborczy czy konstytucyjne ustawy organiczne. W 1990 roku zorganizowano wybory parlamentarne i prezydenckie - w Chile przywrócono ustrój demokratyczny. W 1991 roku skrócono kadencję prezydencką z ośmiu do sześciu lat. W 2005 roku zniesiono dożywotni fotel senatorski dla byłych prezydentów oraz skrócono kadencję prezydencką z sześciu do czterech lat.